# Юліус Опперт
Юліус Опперт (нім. Julius Oppert), пізніше Жуль Опперт (фр. Jules Oppert) (9 липня 1825, Гамбург — 21 серпня 1905, Париж) — німецько-французький сходознавець. Народився у Гамбурзі в єврейській родині. Брат Густава та Ернста Якова Оппертів. Автор терміна шумерська мова.

## Біографія
Після навчання в університетах Гейдельберга, Бонна та Берліна Опперт у 1847 році закінчив Університет Кіля. Наступного року він переїхав до Франції, де став викладачем німецької мови в Лавалі та Реймсі. Вільний час він приділяв сходознавству, в якому досяг великих успіхів ще в Німеччині.
У 1851 році Опперт приєднався до французької археологічної місії до Месопотамії та Мідії під керівництвом Фюльжанса Френеля. Після повернення 1854 року вченого визнано французьким громадянином на знак визнання його заслуг. Він зайнявся аналізом результатів експедиції, приділяючи особливу увагу зібраним у ході експедиції клинописним написам.
У 1855 році Опперт опублікував «Écriture Anarienne», де виклав теорію, згідно з якою мова, якою спочатку говорили в Ассирії, за походженням була туранською (спорідненою турецькою та монгольською мовами), а не арійською або семітською, і саме його носії винайшли клинопис. Хоча класифікація написів як туранських була згодом відхилена дослідниками, висновки автора про особливу, відмінну від інших шумерську мову (назва, впроваджена в науковий обіг самим Оппертом в 1869 році) і походження його письма з часом знайшли підтвердження.
В 1856 році Опперт опублікував «Chronologie des Assyriens et des Babyloniens». У 1857 році він був призначений професором санскриту та порівняльної філології у мовній школі при Національній бібліотеці Франції; обіймаючи цю посаду, він випустив свою «Grammaire Sanscrite» (1859). Однак основна його увага була прикута до Ассирії.
Його звіт про місію Френеля та результати досліджень були опубліковані як «Expédition Scientifique en Mésopotamie» (1859—1863), тоді як другий том вийшов під назвою «Déchiffrement des inscriptions cunéiformes».
У 1865 році Опперт опублікував історію Ассирії та Халдеї («Histoire des Empires de Chaldée та d'Assyrie») у контексті нових археологічних знахідок. Його граматика «Éléments de la grammaire assyrienne» була опублікована в 1868 році. У 1869 році Опперт був призначений професором ассирійської філології та археології в Колеж де Франс. У 1876 році Опперт зосередився на вивченні Мідії та її мови, випустивши в 1879 році працю «Le Peuple et la langue des Médes». В 1881 році він був прийнятий в Академію написів, а в 1890 році був обраний до складу її керівництва.
Юліус Опперт помер у Парижі 21 серпня 1905 року.

## Вибрані праці
- Grammaire Sanscrite. Springer, Berlin 1859 (Digitalisat).
- Les incriptions commerciales en caractères cuneiformes. Ainé, Paris 1866 (Digitalisat).
- Elements de la grammaire Assyrienne. Franck, Paris 1868 (Digitalisat).
- Études sumériennes. Imprimerie nationale, Paris 1876 (Digitalisat).
- Fragments mythologiques. Quantink, Paris 1882 (Digitalisat).